# Vellozia pulchra
Vellozia pulchra é uma espécie de planta do gênero Vellozia e da família Velloziaceae. 

## Taxonomia
A espécie foi descrita em 1962 por Lyman Bradford Smith. 
O seguinte sinônimo já foi catalogado:  
- Xerophyta pulchra  (L.B.Sm.) N.L.Menezes

## Forma de vida
É uma espécie rupícola e subarbustiva. 

## Conservação
A espécie faz parte da Lista Vermelha das espécies ameaçadas do estado do Espírito Santo, no sudeste do Brasil. A lista foi publicada em 13 de junho de 2005 por intermédio do decreto estadual nº 1.499-R. 

## Distribuição
A espécie é encontrada nos estados brasileiros de Espírito Santo e Minas Gerais. 
A espécie é encontrada nos  domínios fitogeográficos de Caatinga e Mata Atlântica, em regiões com vegetação de vegetação sobre afloramentos rochosos.